# Heureka
Heureka (z gr. εὕρηκα „znalazłem”) – wykrzyknienie radości, wydawane zwykle przy niespodziewanym wpadnięciu na jakiś pomysł (iluminacji), często kojarzone z odkryciami naukowymi.

## Archimedes
Legenda o Archimedesie (która po raz pierwszy występuje u Witruwiusza, w traktacie O architekturze ksiąg dziesięć (ks. IX ust.3) powstałym pod koniec pierwszego wieku p.n.e.) wiąże z nim jego pierwsze użycie w tym znaczeniu. 
Kiedy pracował na problemem ustalenia rzeczywistej ilości złota w nowej koronie króla Syrakuz Hierona II, poszedł do łaźni i podczas kąpieli zauważył, że im bardziej zanurza swoje ciało w wodzie, tym więcej wody wylewa się z wanny. Kiedy zrozumiał znaczenie tej obserwacji wyskoczył z wanny i nago, ociekający wodą pobiegł do domu krzycząc Heureka! (błędnie eureka).

## Carl Gauss

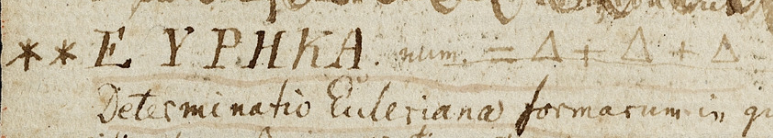
Wpis do dziennika Gaussa

W dniu 10 lipca 1796 roku Carl Friedrich Gauss zapisał w swoim dzienniku "ΕΥΡΗΚΑ! num = Δ + Δ + Δ", czyli każda liczba może być przedstawiona jako suma trzech liczb trójkątnych. Twierdzenie "Eureka" jest szczególnym przypadkiem twierdzenia Fermata o liczbach wielokątnych.